# Animateur en accueil collectif de mineurs
 (janvier 2013).

Les animateurs en accueil collectif de mineurs à caractère éducatif sont des animateurs socioculturels et socio-éducatifs majoritairement issus de l'animation volontaire. Il y a aussi des animateurs professionnels sur des fonctions de directions d'une structure pour les mineurs du même type. Ils participent à l'éducation de l'enfant de moins de 18 ans sur leurs temps de loisirs éducatifs et encadrent les temps de la vie quotidienne (repas, hygiène, toilette, nuits, règles de vie, etc.). Il en a la responsabilité et aménage des temps différents temps de vies des publics dont ils ont la charges ainsi que des projets, des activités, des partenariats, des sorties... afin de transmettre des valeurs éducatives. Il peut aussi encadrer des mineurs en dehors des périodes scolaires, avant et après l'école (en périscolaire), pendant les vacances scolaires ou encore sur leurs lieux de vacances...

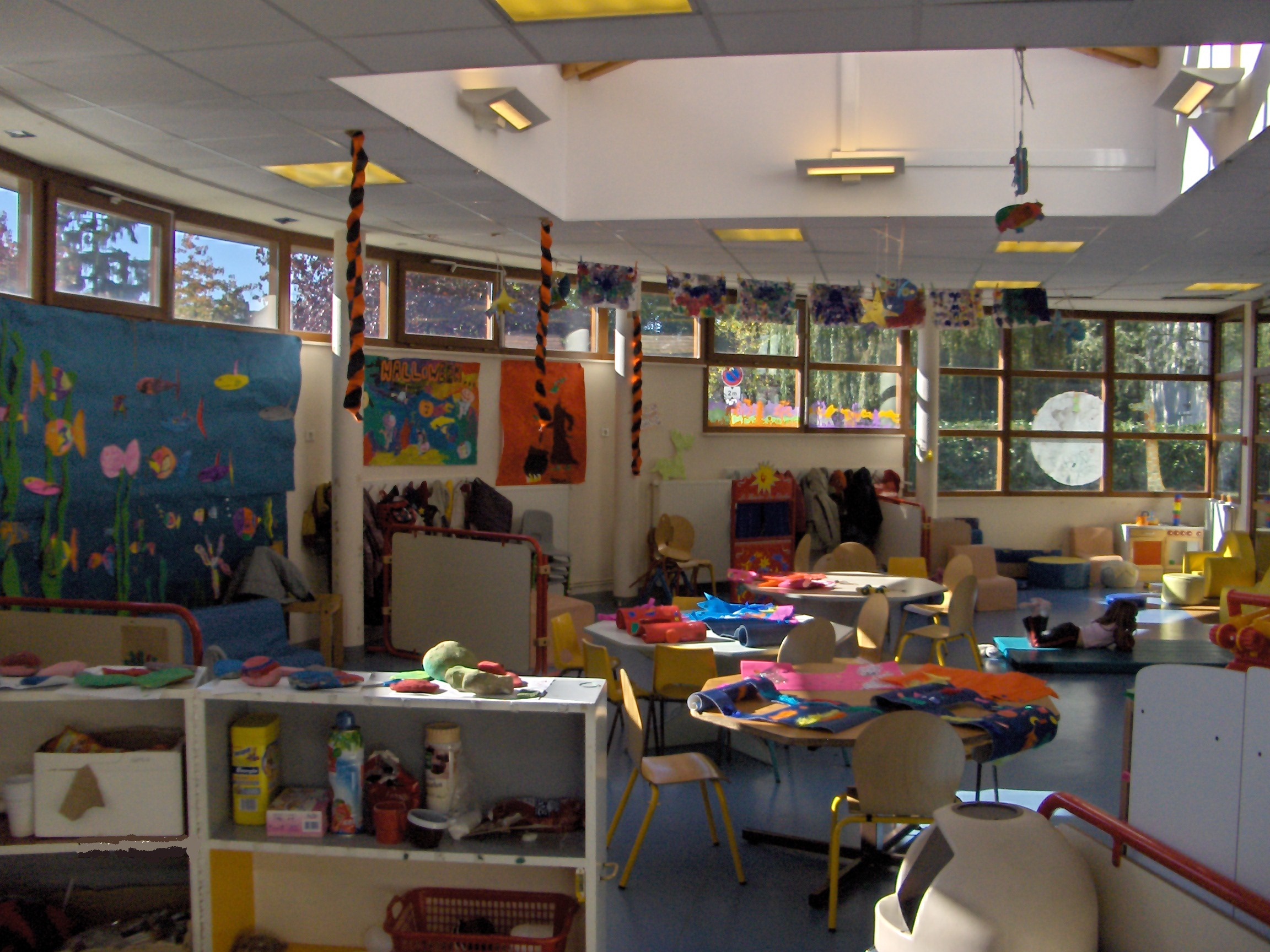
Un centre de loisirs

L'animation étant régie par le code du travail, l'âge minimal pour être animateur est de 16 ans. Cependant, l'âge minimal requis pour se présenter au Brevet d'aptitude aux fonctions d'animateur (BAFA) est de 17 ans. Il est possible d'animer sans le BAFA, mais la réglementation des ACM (accueils collectifs de mineurs) fixe un quota de personnels sans qualification.
Les animateurs d'un accueil collectif de mineurs sont déclarés auprès des services gestions décentralisés chargés de la jeunesse (Direction Départementale de la cohésion sociale, de la jeunesse et des sports). Le service de tutelle, l'organisateur (employeur) et le directeur se chargent de vérifier que les animateurs n'ont fait l'objet d'aucune restriction expressément fondée sur l'existence de condamnations pénales. Il leur est généralement demandé de montrer un casier judiciaire no 3 de moins de 3 mois, cependant la législation prévoit que l'organisateur reçoive après déclaration de l'équipe auprès de la DDCS l'extrait de casier judiciaire no 2 (Cf lettre directive du ministère du 3 mars 2010).
L'animateur a pour mission d'assurer la sécurité physique, morale et affective des mineurs. Il participe à la mise en œuvre d'un projet pédagogique avec le directeur, répondant à un projet éducatif de l'organisateur. Il doit aussi construire une relation de qualité avec les mineurs, encadrer et animer leur vie quotidienne. Il doit proposer des activités et enfin accompagner les mineurs dans la réalisation de projets.
Le nombre d'animateurs pour le fonctionnement d'un centre est fixé réglementairement à :
- un animateur pour 8 enfants de moins de 6 ans
- un animateur pour 12 enfants de 6 ans et plus.(sous réserve de modifications des normes d'encadrement).
Ceci n'est valable que pour le fonctionnement administratif du centre, en activité il est tout à fait possible d'animer seul un jeu sportif où deux équipes de onze joueurs s'affrontent, par exemple. Les normes d'encadrement vont être calculées sur la structure globale mais pas par salle. C'est le cas pour les centres de loisirs où les enfants sont souvent distribués par salle suivant leur âge : il peut très bien y avoir 1 adulte pour 11 enfants tant que sur la globalité de la structure, les normes d'encadrement sont atteints.
En temps périscolaire, les organisateurs tels que les mairies, ne sont pas tenus de déclarer cet accueil à Jeunesse et Sport, ce qui implique qu'ils n'ont pas d'obligation de normes d'encadrement. Le temps de la pause méridienne, appelée cantine, est à part et n'est soumis à aucune règlementation.
L'animateur peut avoir la double-casquette d'assistant sanitaire. Il doit alors assurer les soins et les déplacements vers un hôpital. Il doit y avoir au moins un assistant sanitaire par structure.

## Les diplômes
Il n'y en a pas. Le brevet des collèges ou bac ou autres ne sert pas. Il faut juste avoir passé son BAFA à 17 ans et 1 jour.

## Leurs lieux de travail
Un animateur peut travailler en séjours de vacances, appelés communément centre de vacances, ou encore "colonie de vacances" ; il peut également travailler en accueil de loisirs, communément appelé "centre de loisirs" ; mais aussi en structure de vacances (hôtellerie) en tant qu'animateur pour enfants ou en classe de découvertes, séjours encadrés par les professeurs des écoles, assistés d'animateurs.
On voit aussi des animateurs travailler en crèche et ayant le statut de non-diplômé.

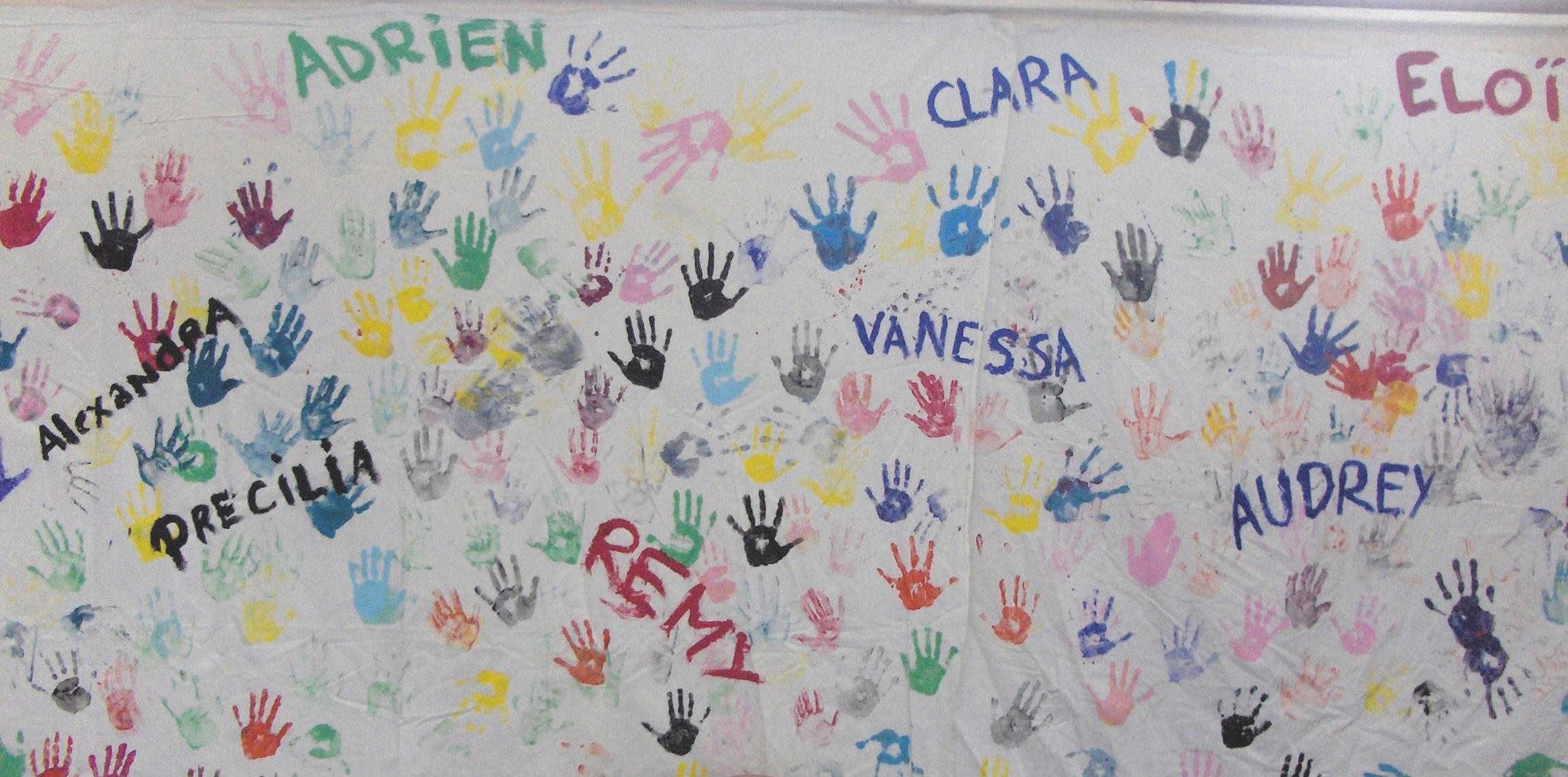
Une Fresque d'enfants en centre de loisirs

Les organisateurs peuvent être divers : de la mairie qui s'occupe des centres de loisirs municipaux, aux associations qui proposent le même service, aux entreprises privées qui organisent les séjours de vacances, ou encore les structures touristiques (telles que Club Med, Pierre&Vacances..etc).
Les organisateurs recrutent leurs directeurs. Ensuite, aux directeurs de choisir leurs animateurs. Mais il est également possible que les organisateurs choisissent eux-mêmes leurs animateurs.

## Leurs conditions de travail
Un animateur est soumis à la convention collective de l'animation socio-culturelle.
Il signe le plus souvent un Contrat d'Engagement Éducatif, il s'agit d'un contrat mis en place par l'application du décret no 2006-950 du 28 juillet 2006 relatif à l'engagement éducatif pris pour l'application de la loi no 2006-586 du 23 mai 2006 relative au volontariat associatif et à l'engagement éducatif.
Ce contrat est bel et un bien un contrat de travail malgré son statut dérogatoire au Code du Travail sur plusieurs points.
Par exemple, la rémunération journalière minimum correspond à 2,2 fois le SMIC horaire en vigueur (9,40€ brut au 1er juillet 2012) soit 20 euros brut par jour, et ne tient donc pas compte du temps réellement travaillé. En 2013, le salaire horaire net d'un animateur peut donc être d' 1,22 euro soit plus de six fois moins que le SMIC net. En matière de repos, le CEE déroge au droit du travail et doit répondre à des règles particulières de compensation. En centre de vacances et classes de découvertes, l'animateur peut travailler de 7h00 à 22h00 sans interruption, voire plus car dans beaucoup de séjours des réunions quotidiennes sont organisées, et les animateurs ont la charge de la surveillance de nuit.
En centre de loisirs, l'animateur travaille le plus souvent 10h par jour(maximum autorisé par la loi) avec une pause de 20 minutes au bout de 6h . Il ne doit pas travailler plus de 48h par semaine. Étant donné qu'il encadre les temps de loisirs hors de l'école, ses périodes de travail sont fluctuantes. Un animateur peut travailler en temps périscolaire (accueil du matin, temps de cantine et garderie du soir), il peut travailler en plus le mercredi ainsi que pendant les vacances scolaires. Ses employeurs peuvent être différents et il peut avoir plusieurs contrats de travail.
L'animateur peut avoir un contrat de travail saisonnier, intermittent, à temps partiel, à durée déterminée ou à durée indéterminée. S'il travaille pour une commune il peut également être titularisé de la fonction publique et peut aussi passer des concours.
L'évolution professionnelle de l'animateur est de devenir directeur d'une structure à son tour.

## Historique des centres de vacances et de loisirs
Depuis les congés payés de 1936, les centres de vacances ont permis aux enfants de partir en vacances. Des organismes naissent et proposent des colonies de vacances ; l'Église aussi propose d'emmener les enfants en vacances. Pour plus de détails sur cette période, consultez la page des centres de vacances et de loisirs.
En 1946, une première formation d'encadrant voit le jour puis c'est en 1973 que naissent  le BAFA et le BAFD.
Avec l'émancipation des femmes, les ménages ont également besoin de faire garder les enfants après l'école, les mercredis et durant les vacances scolaires ; d'où la création de centres aérés et de garderies dès le début des années 1990.
C'est en 1994 qui connaît un chiffre important d'animateurs, avec plus de 45 000 animateurs formés. À partir des années 2000, le BAFA et le BAFD connaissent une baisse importante dont les causes restent difficiles à identifier. Les accidents qui surviennent en centres de vacances et lors de sortie font prendre compte aux encadrant de la responsabilité qu'ils ont lorsqu'ils exercent ce métier. La réglementation se durcit sur les quotas d'encadrement, la sécurité, les transports, les hébergements, les normes d'hygiène et la qualité des repas ; ce qui transforme ce job d'étudiant en métier à part entière.
Il y a une professionnalisation même s'il est majoritairement demandé le BAFA pour faire de l'animation, les employeurs exigent de plus en plus le BP JEPS pour diriger une structure aux dépens du BAFD. La professionnalisation du secteur ne s'accompagne pas d'une réévaluation des salaires pour un métier qui demande beaucoup d'investissement et de responsabilité ; ce qui pousse les jeunes à se diriger vers d'autres filières plus rémunératrices et avec moins de responsabilités. Par contre la demande de gardes et de prise en charge des enfants en dehors des périodes scolaires est croissante.

## Les différents types d'Accueil collectifs de Mineurs (ACM)
Il existe principalement 3 types d'ACM :
Les ACM sans hébergement sont l'accueil de loisirs (accueil extrascolaires, périscolaires pouvant inclure des petits séjours avec hébergement de 1 à 4 nuits prévus au projet pédagogique) et l'accueil de jeunes (régime dérogatoire pour des accueils particuliers soumis à convention avec le préfet).
Les ACM avec hébergement sont les séjours vacances (correspondant à l'ancienne appellation "centres de vacances"), les séjours spécifiques (séjours linguistiques, artistiques, culturels, sportifs hors ceux dont l'objet est le déplacement pour compétitions sportives), les séjours en famille (dont l'objet est le départ en vacances d'enfants ou de jeunes au sein d'une autre famille) et les séjours cours (de courte durée, hors des activités organisées par les ACM sans hébergement).
L'accueil de scoutisme est un accueil d'au moins 7 mineurs soumis à la réglementation spécifique valable pour les associations de scoutisme disposant d'un agrément national.

## L'emploi
En France, le Contrat d'Engagement Educatif (CEE) réglemente le travail des animateurs. Il régit notamment la rémunération et les temps de repos.

## Livres et films
- Les Vacances du Petit Nicolas, Sempé et Goscinny 1962.
- Nos jours heureux réalisé par Eric Toledano et Olivier Nakache 2006.
- Le Journal de l'animation
- Réglementation des accueils collectifs de mineurs, Yannick Dubois, édition du Puits Fleuri, 650 p., Mise à jour en 2010.
- Vive la colo !, série télévisée (2012-2013)

## L'animateur de centres de vacances à l'étranger

### Canada

#### Québec
L'animateur exerce généralement dans des camps et colonies de vacances estivales organisées par des services de loisirs rattachés à des municipalités et à des villes et par des organismes privés à but non lucratif.
Aucun diplôme national, émis par un ministère du gouvernement québécois, n'existe pour devenir animateur de camps de vacances dans la province.
Toutefois, des formations et attestations privées reconnues, telles que le Diplôme d’aptitude aux fonctions d’animateur (DAFA) ou le Programme Aspirant Moniteur (PAM), sont offertes par diverses associations et regroupements régionaux.
La plupart des camps de vacances, souvent gérés par des techniciens en loisir ou par des récréologues, exigeront la réussite d'un cours de secourisme et de réanimation cardiopulmonaire (RCP) et un dossier judiciaire vierge.